# Ribeirão da Prata
Der Ribeirão da Prata ist ein etwa 26 km langer rechter Nebenfluss des Rio Iguaçu im Süden des brasilianischen Bundesstaats Paraná.

## Etymologie
Ribeirão da Prata bedeutet auf Deutsch Silberbach.

## Geografie

### Lage
Das Einzugsgebiet des Ribeirão da Prata befindet sich auf dem Segundo Planalto Paranaense (Zweite oder Ponta-Grossa-Hochebene von Paraná).

### Verlauf
Sein Quellgebiet liegt im Norden des Munizips União da Vitória am Rand des Umweltschutzgebiets Área de Proteção Ambiental da Serra da Esperança. Es auf 961 m Meereshöhe etwa 20 km nördlich des Hauptorts.
Der Fluss verläuft in südlicher Richtung. Er mündet auf 743 m Höhe von rechts in den Rio Iguaçu. Er ist etwa 26 km lang.

### Munizipien im Einzugsgebiet
Der Ribeirão da Prata verläuft vollständig innerhalb des Munizips União da Vitória.